# Willy Severin Karlsson
Willy Severin Karlsson, född i Umeå 1941, är en svensk målare. Han är helt självlärd med en del privata studier. Han har varit verksam som konstnär sedan 1975 och målar huvudsakligen i olja. Motiven är oftast marinmålningar och landskap. Han nådde under 1970- och 1980-talen en hel del uppskattning och popularitet och har haft ett flertal utställningar. Hans tavlor är signerade "Severin".